# 소울 서퍼
《소울 서퍼》(영어: Soul Surfer)는 2011년 개봉한 미국의 전기 드라마 영화이다. 2003년 13세 때 뱀상어에게 습격을 당해 왼쪽 팔을 잃고서도 서핑 대회에 출전한 서퍼 베서니 해밀턴의 감동적인 실화를 그렸다.

## 줄거리
2003년, 13세의 베서니 해밀턴은 부모인 톰과 셰리, 그리고 두 명의 오빠인 노아, 티미와 함께 하와이 카우아이에 살고 있다. 모두 서핑을 하지만, 그녀와 그녀의 가장 친한 친구인 알라나 블랜차드는 어릴 적부터 서핑에 대한 열정을 키워왔고 어린 시절 내내 함께 경쟁해 왔다.
베서니와 알라나가 대회에서 각각 1위와 3위를 차지하자, 립컬의 후원을 받게 되고 화보 촬영 제의를 받는다. 두 사람은 다음 대회를 위해 멕시코 교회 선교 여행을 취소하고 훈련에 전념하는데, 이는 청소년 리더인 사라 힐을 실망시킨다. 핼러윈 날, 톰은 무릎 수술을 위해 병원에 가고, 소녀들은 알라나의 아버지 홀트와 오빠 바이런과 함께 서핑을 간다. 베서니가 알라나와 이야기하며 왼팔을 물에 늘어뜨리고 있을 때, 뱀상어가 예상치 못하게 공격하여 그녀의 왼팔을 어깨 바로 아래에서 물어뜯는다. 홀트, 알라나, 바이런은 그녀를 물 밖으로 끌어내고, 홀트는 자신의 수영복으로 지혈대를 만들어 감싸주고 바이런은 911에 전화하고 그녀의 엄마 셰리에게 전화한다. 구급차가 병원으로 가는 길에 그들을 만난다. 톰의 무릎 수술을 시작하기 직전, 데이비드 로빈스키 박사는 베서니를 치료하기 위해 응급실로 불려간다. 그녀는 수술실에서 아버지를 대신한다. 왼팔을 잃은 것 외에도, 그녀는 혈액의 60% 이상을 잃었고 로빈스키 박사는 그녀의 생존을 기적이라고 부른다.
파파라치의 맹공 또한 해밀턴 가족과 그들의 사생활에 큰 부담을 준다. 가족은 베서니의 생명을 구한 홀트의 빠른 판단과 단호한 행동에 깊이 감사한다. 그녀의 부상으로 인해 립컬 화보 촬영에 참여할 수 없게 되지만, 그녀는 알라나에게 잘 되기를 바란다.
지역 어부가 결국 베서니의 팔을 물어뜯은 상어를 잡아서 죽이고, 톰은 베서니의 서프보드에 난 이빨 자국과 상어 입 크기를 비교해 보며 만족감을 느낀다.
베서니는 회복 기간을 거쳐 다시 물에 뛰어들어 한 팔로 서핑하는 법을 배운다. 인사이드 에디션은 인터뷰를 대가로 외관상 완벽하고 구부릴 수 있는 관절이 있는 의수를 제공하겠다고 제안한다. 그러나 그녀는 팔꿈치까지 남은 팔의 크기 때문에 체중을 지탱할 수 없어 서핑에 도움이 되지 않는다는 것을 알고 거절한다.
베서니는 결국 대회에 다시 참가하고 심판들이 제안한 5분간의 헤드 스타트를 화가 나서 거부한다. 그녀는 경쟁력 있는 파도를 잡기 위해 충분히 오랫동안 보드 위에 있을 수 없어서 잘하지 못하고 말리나가 우승한다. 이 패배에 실망한 그녀는 다시 서핑을 하지 않기로 결정하고 알라나와의 우정은 멀어져 다툼으로 이어진다.
베서니는 2004년 인도양 지진해일로 황폐해진 태국의 푸껫 사람들을 돕기 위한 또 다른 선교 여행에 청소년 그룹과 합류하여 사라를 놀라게 하기로 결정한다. 그녀는 태국 아이들이 바다에 대한 두려움을 극복하도록 돕기 위해 청소년 그룹과 함께한다. 그들은 어린 소년을 포함하여 당연히 물을 두려워한다. 그녀는 서프보드를 들고 물에 들어가서 그를 유인하기로 결정한다. 이것이 통하고, 자신의 재능을 사용하여 사람들에게 영감을 줄 수 있다는 깨달음은 그녀가 다시 서핑을 시작하도록 동기를 부여한다.
톰은 베서니가 최고의 파도가 언제 형성될지 감지하는 위대한 서퍼의 본능을 가지고 있다고 믿고, 그녀가 파도를 향해 노를 저을 때 넘어지지 않도록 사용할 수 있는 손잡이를 서프보드에 장착한다. 이것은 심판들이 파도를 잡았을 때만 점수를 매기기 때문에 대회 규칙에 의해 금지되지 않는다. 베서니는 알라나와의 우정을 다시 쌓으면서 대회를 위해 훈련하고 전국 선수권 대회에 참가한다. 대회 동안 그녀는 여전히 3위를 쫓고 있지만 훌륭한 기량을 선보인다. 갑자기, 시간이 몇 분밖에 남지 않은 상황에서 파도가 죽고 모든 서퍼들은 파도가 다시 시작되기를 기다리며 서성거릴 뿐이다. 톰의 딸에 대한 본능에 대한 믿음은 그녀가 큰 파도가 형성되는 것을 감지하는 유일한 사람일 때 입증되고, 그녀 혼자 노를 저어 나간다. 파도가 형성될 때, 다른 사람들은 제시간에 나가지 못하고, 그녀는 뿔 소리가 울릴 때 파도를 잡는다. 제시간에 잡았다면 그녀가 이길 것이지만, 심판들은 시간이 만료되었다고 판정한다. 말리나가 우승자이지만, 그녀는 마침내 베서니와의 차이를 극복하고 그녀의 승리를 나누기 위해 시상대에 그녀를 초대한다. 베서니는 자신에게 쉽게 봐주지 않고 강한 경쟁자라고 말해준 말리나에게 감사한다. 말리나는 베서니만큼 강한 사람은 없다고 답한다.
그 후, 베서니는 기자들이 자신을 인터뷰하도록 허락한다. 한 기자가 그녀에게 팔을 잃은 것을 되돌릴 기회가 주어진다면 어떻게 하겠느냐고 묻는다. 그녀는 양팔이 있었을 때보다 지금 더 많은 사람들을 포용할 수 있기 때문에 여전히 팔을 잃을 것이라고 말한다. 영화는 그 후 공격 이후 서핑하는 베서니의 실제 영상으로 끝난다. 또한, 그녀가 출연한 인터뷰와 특별 출연 영상도 있다.

## 출연
- 애나소피아 롭 - 베서니 해밀턴 역
- 헬렌 헌트 - 셰리 해밀턴, 베서니 어머니 역
- 데니스 퀘이드 - 토머스 "톰" 해밀턴, 베서니 아버지 역
- 로스 토머스 - 노아 해밀턴, 베서니 오빠 역
- 크리스 브로슈 - 티미 해밀턴, 베서니 오빠 역
- 러레인 니컬슨 - 얼라나 블랜처드, 베서니 절친 역
- 케빈 소보 - 홀트 블랜처드, 얼라나 아버지 역
- 제러미 섬프터 - 바이런 블랜처드, 얼라나 남동생 역
- 소니아 밸모레스 - 멀리나 버치, 베서니 경쟁자 역
- 캐리 언더우드 - 세라 힐, 교회 청소년부 지도자 역
- 크레이그 T. 넬슨 - 데이비드 로빈스키 의사 역
- 브랜즈컴 리치먼드 - 벤 역
- 숀 맥너마라 - 립 컬 간부 역
- 베서니 해밀턴 - 본인 (과거 촬영 영상)